# Colors (musikalbum)
Colors är den svenska sångerskan Lalehs femte studioalbum. Det gavs ut på CD den 16 oktober 2013 av Lost Army/Warner Music Sweden, på Warners etikett Telegram Records Stockholm. Redan den 14 oktober fanns det tillgängligt som digital nedladdning.

## Bakgrund och produktion
Arbetet med albumet pågick under ett och ett halvt års tid, från strax efter utgivningen av hennes föregående album, framgångsrika Sjung, som hade sålt 70 000 exemplar när Colors släpptes. Inför och under albumproduktionen lyssnade Laleh en hel del på Cat Stevens. Framförallt inspirerades hon av Stevens tidiga låtar, där hon hittat en del låtar som hon anser "magiska på något musikaliskt sätt".
Första singel från albumet var titellåten "Colors", som släpptes den 13 september samma år. Den blev ingen större listframgång på Sverigetopplistan och hamnade som bäst på 33:e plats. På Digilistan gick det bättre för låten "Colors" där den klättrade upp till plats 5. Albumet nådde den 25 oktober andra plats på Sverigetopplistan, där Veronica Maggios Handen i fickan fast jag bryr mig fortfarande belade förstaplatsen. Under sina tre veckor på den norska topplistan nådde albumet som bäst en fjärdeplats.
Tre dagar efter albumutgivningen avled Lalehs mor. Hon ställde därför in stora delar av sin planerade promotionsturné.
Albumet innehåller, liksom Lalehs tidigare album, både låtar på engelska (denna gång sju stycken) och svenska (tre låtar). Liksom på Me and Simon och Sjung är de svenska låtarna placerade i slutet.

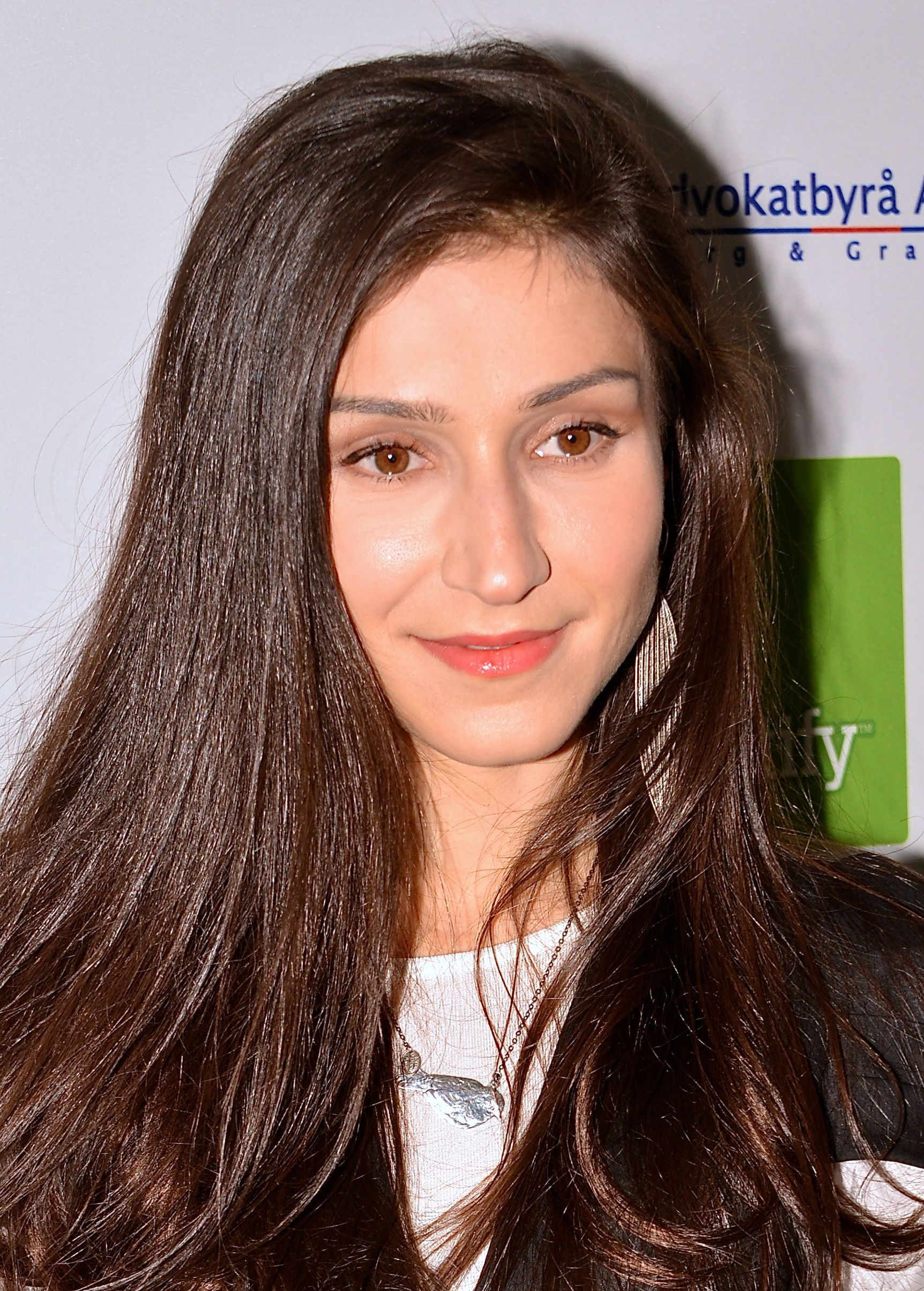
Laleh februari 2013, mitt under produktionen av det kommande albumet Colors.

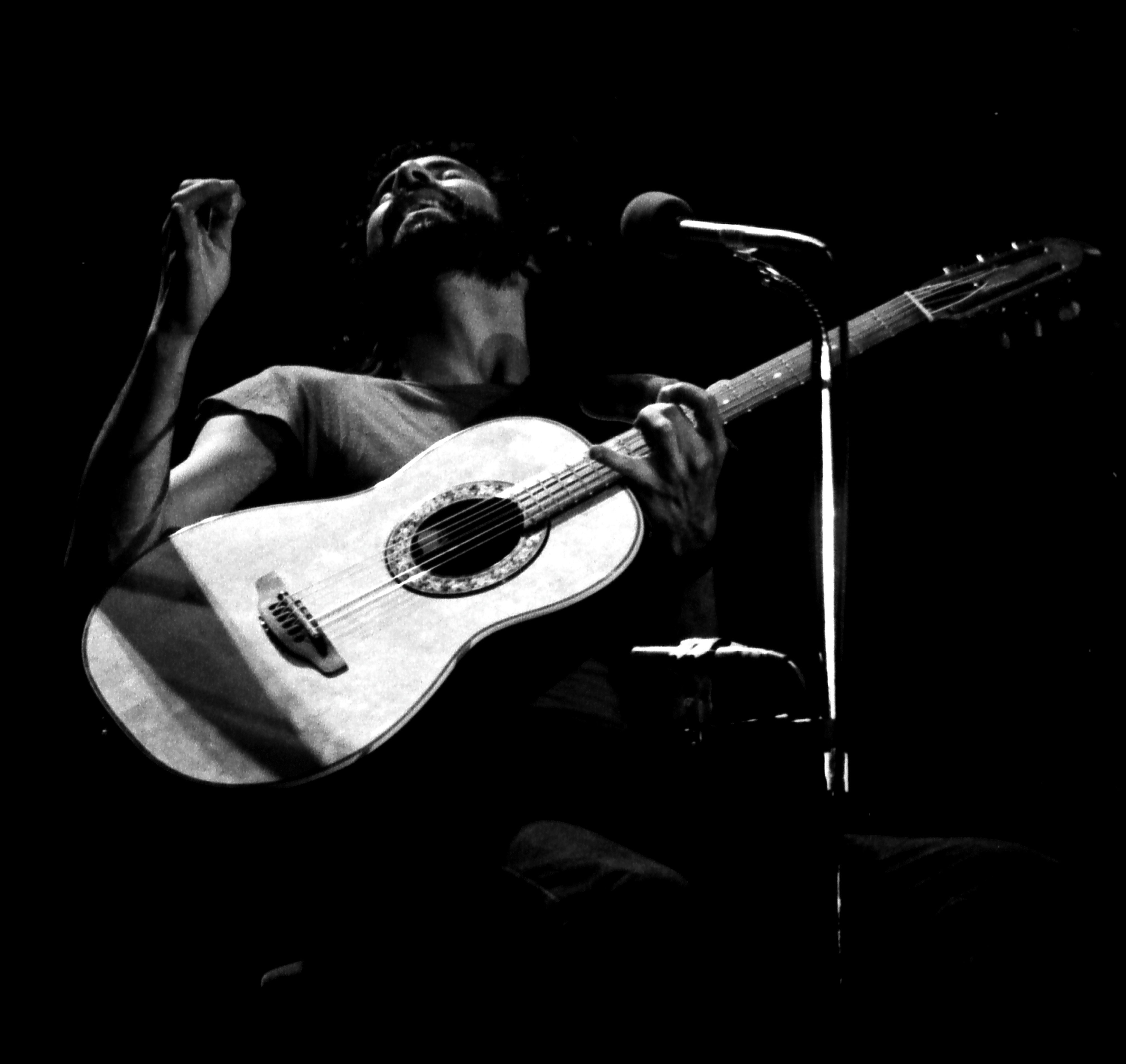
Cat Stevens, inspirationskälla inför Lalehs album Colors.

## Låtlista
| Nr           | Titel                                  | Längd |
| ------------ | -------------------------------------- | ----- |
| 1.           | Speaking of Truth                      | 4:23  |
| 2.           | Colors                                 | 3:37  |
| 3.           | Sway                                   | 3:28  |
| 4.           | Dark Shadow                            | 3:08  |
| 5.           | Stars Align                            | 3:27  |
| 6.           | Wish I Could Stay                      | 3:45  |
| 7.           | Return to the Soil                     | 4:32  |
| 8.           | Goliat                                 | 4:07  |
| 9.           | En stund på jorden (A moment on earth) | 3:53  |
| 10.          | Solen och dagen (The sun and the day)  | 4:21  |
| Total längd: | Total längd:                           | 38:58 |

Alla låtarna är skrivna och producerade av Laleh och inspelade i hennes Lost Army Studio. Mixningarna av låtarna har senare gjorts på Edenheadroom (Stockholm), Hansa Mix Room (Berlin) eller Music & Words (Stockholm). Albumet producerades för CD, LP (600 numrerade exemplar i transparent orange) och digital nedladdning. På LP-utgåvan ligger de första fem spåren på sida A, övriga på sida B.

## Listplaceringar
| Lista (2013-2014)   | Topplacering |
| ------------------- | ------------ |
| Norska albumlistan  | 4            |
| Svenska albumlistan | 2            |